# Dvorníky-Včeláre
Dvorníky-Včeláre (węg. Szádudvarnok-Méhész) – wieś (obec) na Słowacji położona w kraju koszyckim, w powiecie Koszyce-okolice.

## Położenie
Leży we wsch. części Kotliny Turniańskiej, ok. 17 km na zachód i południowy zachód od Moldavy nad Bodvou. Składa się z dwóch osobnych kiedyś wsi: Dvorníky, rozciągającej się u południowych podnóży Górnego Wierchu (na pn.)  i Včeláre, leżącej u północnych podnóży Dolnego Wierchu (na pd.). W 1964 r. z połączenia pierwotnie osobnych miejscowości Dvorníky, Včeláre i Zádiel powstała nowa jednostka osadnicza pod nazwą Zádielske Dvorníky. W 1990 r. Zádiel odłączył się, stając się samodzielną gminą, a pozostała część przyjęła nazwę Dvorníky-Včeláre.
Południowym skrajem wsi (części Včeláre) płynie rzeczka Turňa. Przez wieś biegną droga krajowa nr 16 (szlaki E58 i E571) i idąca równolegle do niej linia kolejowa  z Rożniawy do Koszyc.

## Historia
Tereny wsi Dvorníky były osiedlone już w czasach prehistorycznych. W jej granicach administracyjnych odkryto rozległe cmentarzysko z grobami ciałopalnymi, zaliczane do kultur pilińskiej i kyjatyckiej (163 groby bogate w ceramikę i brązowe ozdoby), a na wzgórzu Váradka, na zachód od centrum miejscowości, były odnalezione ślady osadnictwa z końcowego neolitu i młodszej epoki brązu.
Pierwsze wzmianki o miejscowości pochodzą z roku 1437. Dvorníky były wsią poddańską, związaną od początku swego istnienia z Zamkiem Tutniańskim. Jej mieszkańcy zobowiązani byli do służby „na dworze”, tj. do wykonywania prac na rzecz zamku, na którym początkowo mieścił się ośrodek całego feudalnego „państwa” turniańskiego. Losy wsi były ściśle związane z dziejami tego majątku, który wielokrotnie zmieniał swoich właścicieli. Po Tornay'ach byli wśród nich m.in. Bebekowie, Zapoly'owie i Horváthowie. Od 1578 r. wieś musiała składać Turkom daninę od 6 całych port i 12 połówek. W 1598 r. były we wsi 52 domy zamieszkane i 5 opuszczonych. W roku 1608 wspominana jest we wsi filia kalwińskiej parafii z Turni nad Bodwą. W 1617 r. „państwo” kupił Maximilián Keglevich (oryg. Keglević – możny ród pochodzenia chorwackiego) i rodzina ta na długi czas stała się właścicielem wsi.
Po arbitrażu wiedeńskim 2 listopada 1938 r. zarówno Dvorníky jak i Včeláre zostały włączone w granice państwa węgierskiego. Stan taki trwał do 1945 r.

## Demografia
Według danych z dnia 31 grudnia 2012, wieś zamieszkiwały 434 osoby, w tym 220 kobiet i 214 mężczyzn.
W 2001 roku pod względem narodowości i przynależności etnicznej 31,46% mieszkańców stanowili Słowacy, a 68,09% Węgrzy.
Ze względu na wyznawaną religię struktura mieszkańców kształtowała się w 2001 roku następująco:
- Katolicy rzymscy – 80,9%
- Grekokatolicy – 0,45%
- Ewangelicy – 0,45%
- Ateiści – 2,92%
- Nie podano – 1,12%

## Zabytki
- Kościół katolicki pw. Narodzenia Panny Marii w dawnej wsi Dvorníky. Murowany, klasycystyczny, z lat 1800-01. Jednonawowy z wielobocznie zamkniętym prezbiterium. Wieża wtopiona w korpus, zwieńczona barokowym hełmem. Ściany zewnętrzne gładkie, fronton zwieńczony delikatnym ryzalitem. Wnętrze sklepione.
- Kościół ewangelicko-reformowany w części Včeláre. Murowany, klasycystyczny, z końca XVIII w. Jednonawowy, z prezbiterium zamkniętym prostokątnie i wieżą na rzucie kwadratu dostawioną na osi od frontu. Wieża opięta lizenami i zwieńczona hełmem iglicowym.
- Dwór szlachecki z drugiej połowy XVIII w., późnobarokowy. Murowany na rzucie przypominającym literę „L”, jednokondygnacyjny, dwutraktowy, kryty dachem mansardowym.